# Gymnocalycium rauschii
Gymnocalycium rauschii ist eine Pflanzenart in der Gattung Gymnocalycium aus der Familie der Kakteengewächse (Cactaceae). Das Artepitheton rauschii ehrt den österreichischen Kakteenspezialisten Walter Rausch.

## Beschreibung
Gymnocalycium rauschii wächst einzeln mit dunkelgrünen bis gräulich grünen, abgeflacht kugelförmigen Trieben und erreicht bei Durchmessern von 10 bis 15 Zentimetern Wuchshöhen von bis zu 5 Zentimeter. Es sind zehn bis 14 Rippen vorhanden. Die sieben bis neun geraden oder leicht gebogenen, gelben Dornen werden im Alter rötlich braun. Sie sind 1,2 bis 1,7 Zentimeter lang.
Die breit trichterförmigen, hellrosafarbenen Blüten erreichen eine Länge von 2,5 bis 3,5 Zentimeter und einen Durchmesser von 2,3 bis 3 Zentimeter. Die eiförmigen Früchte sind nur etwa 7 Millimeter lang.

## Verbreitung und Systematik
Gymnocalycium rauschii ist in Uruguay im Departamento Tacuarembó verbreitet. 
Die Erstbeschreibung erfolgte 1990 durch Hans und Walter Till.

## Nachweise